# پاروتسارو
پاروتسارو (به ایتالیایی: Paruzzaro) یک کومونه در ایتالیا است که در استان نووارا واقع شده‌است.

## خصوصیات
پاروتسارو ۵٫۴ کیلومترمربع مساحت و ۲٬۰۲۱ نفر جمعیت دارد و ۳۳۴ متر بالاتر از سطح دریا واقع شده‌است.